# 新機動戰記GUNDAM W角色列表
本列表介紹日本動畫《新機動戰記GUNDAM W》的登場角色。

## 殖民地GUNDAM駕駛員
希洛·唯（Heero Yuy，聲優：綠川光／梁偉德；羅偉傑（VCD）／曹冀魯）
迪歐·麥斯威爾（Duo Maxwell，聲優：關俊彥／鄺樹培；葉偉麟／方雪莉、鄭仁君（OVA））
特洛瓦·巴頓（Torwa Barton，聲優：中原茂／黎偉明、蘇強文（OVA）／夏治世）
- 機體：重武裝GUNDAM / 飛翼GUNDAM零式 / 拜葉特 / 重武裝GUNDAM改(OVA)
- 年齡：推測為15歲→推測為16歲（OVA）
- 人種：法國人
- 性別：男
- 出身：L3殖民星群
- 身高：160公分
- 體重：44公斤
- 星座：不明
- 血型：AB型
- 瞳色：深綠色
- 髮色：棕色
- 介紹：

生長在L3殖民地的少年，沒有名字，自幼是戰場上的無名士兵。其後以無名氏身分成為重武裝GUNDAM技術員，並認識S博士及原來的駕駛員特洛瓦·巴頓。特洛瓦·巴頓得知S博士反對「流星作戰」後因揚言會獨自進行計畫而被另一技術員槍殺。少年此時向S博士表示自己喜歡重武裝GUNDAM但沒有興趣攻佔地球，從此用上特洛瓦·巴頓的名字並於殖民後世紀195年執行流星作戰降落地球。
由於身手敏捷，於地球上以馬戲團作藏身之所，認識比他大數歲，對他有如親弟的凱瑟琳（小說版強烈暗示二人為多年前在戰亂中失散之親姊弟）。雖然沉默言寡，在神龍GUNDAM駕駛員張五飛無法打敗OZ統帥特列斯後變得失落時曾與他在團中相處一段短時間，飛翼GUNDAM駕駛員希洛·唯身受重傷時也曾把他帶到馬戲團中。及後潛進OZ中，憑自身GUNDAM駕駛員之戰技而成為新型MS拜葉特（Vayeate）之駕駛員。在拘捕打算殺死五位GUNDAM開發者之希洛後，特洛瓦決定讓其擔任拜葉特兄弟機-麥丘留士（Mercurius）之駕駛員。二人其後遇上精神失常，駕駛著飛翼GUNDAM零式的卡特爾·拉巴伯·溫拿（本為沙漠GUNDAM駕駛員），特洛瓦為了使其恢復理性而決定犧牲自己，於機體爆炸中生還但失去記憶。失憶的特洛瓦於某殖民地遊蕩時被凱瑟琳發現並帶回馬戲團。地獄死神GUNDAM駕駛員迪歐·麥斯威爾及卡多魯均無法令其恢復記憶，但當殖民地外發生戰鬥時特洛瓦為保護凱瑟琳而決定跟隨卡多魯回到宇宙。在OZ威脅要毀滅殖民地時特洛瓦坐上飛翼GUNDAM零式戰鬥，被零式系統恢復記憶。在最後地球與殖民地之間的戰爭中間接促成了雙方的和解，戰後回到馬戲團。
《無盡的華爾茲》中將特洛瓦尚未駕駛鋼彈以前的事情詳細說明：本為無名小卒，真正的特洛瓦·巴頓在為了其父親要將其技術用來當作戰爭的祕密武器說出來而被一旁的小兵為了保衛地球而開槍射殺，正巧被這無名小卒目擊。眾技師為了求自保所以想殺了他滅口。而此無名小卒卻很配合的服從，從此有了名字：｢特洛瓦·巴頓｣，也就是取代了那屍體的名字。
地球與殖民地停戰後，特洛瓦決定把重武裝GUNDAM交給卡多魯以送往太陽銷毀，然而巴頓財團利用前OZ統帥特列斯之女瑪莉梅亞作傀儡領袖成立軍隊，以殖民地X18999為基地，同時脅持已擔任地球外交官的莉莉娜作人質，企圖實行第二次流星作戰。特洛瓦偽裝成瑪莉米亞軍士兵潛進殖民地並重新駕駛重武裝GUNDAM降落地球迎戰瑪麗梅亞軍，期間和傑克斯與諾茵等人和沙貝特部隊纏鬥，並為了證明爭取和平的信念堅持不殺人。戰後特洛瓦把重武裝GUNDAM引爆並回到馬戲團表演。
在《冰結的淚滴》中代號為「T博士」。
卡特爾·拉巴伯·溫拿（Quatre Raberba Winner，聲優：折笠愛／馮錦堂；陳志強（VCD）／賀世芳）
- 機體：沙漠GUNDAM / 飛翼GUNDAM零式 / 沙漠GUNDAM改（OVA）
- 年齡：15歲→16歲(OVA)
- 人種：阿拉伯人/新人類
- 性別：男
- 出身：L4殖民星群
- 身高：156公分
- 體重：41公斤
- 星座：巨蟹座
- 血型：O型
- 瞳色：藍色
- 髮色：金黃色
- 家族成員：父、多位姊姊（存活下來只剩下不到四位）、妹妹（小說《冰結的淚滴》）
- 介紹：

生長在L4殖民地，跟伊斯蘭世界關係良好的溫拿家長子，個性純真善良，擁有領導才能。溫拿家族是最早移居宇宙的居民之一，但宇宙環境卻令女性身體產生變化導致出生率嚴重偏低，卡多魯的父親以試管技術一下子培育了二十九個試管女嬰，其後成為卡多魯的姊姊，但卡多魯卻在父親隱瞞下並不知道自己為自然出生，在劇情中能感受到希洛的感情變化而痛苦，之後又因自身能力覺醒後完全不需要零式系統，其真實身分為新人類。
在一次離家出走中認識了以解放於殖民地被迫廉價開採礦產為目標的馬格亞那克隊，並協助他們突破地球聯合軍的包圍，由於指揮得當從此成為馬格亞那克隊之成員。在AC193年於MO-III殖民地認識H教授並聯手開發沙漠GUNDAM，兩年後流星作戰展開降落地球。
其後OZ對殖民地展開懷柔攻策，溫拿家族遭殖民地人民排擠，卡多魯目睹姊姊及父親身亡，發誓要報復殖民地，以家族財產建造了當時最強的GUNDAM－「飛翼零式」並對各殖民地展開破壞，重武裝GUNDAM駕駛員特洛瓦·巴頓（當時駕駛OZ新型MS拜葉特）的犧牲令當時精神失常之卡多魯回復正常。其後與飛翼GUNDAM駕駛員希羅·尤暫棲於聖克王國，與馬格亞那克隊共同保護王國，但仍無法阻止王國被滅掉之命運。重回宇宙後卡多魯協助統合其餘四位GUNDAM駕駛員對抗白色獠牙，並於希羅要求下成為領袖。
為五位主角中唯一擁有機甲傭兵隊的主角（成員數至少在6人以上），對卡特爾非常忠心。奉卡特爾為主子（稱其為少爺）。隊長機裝甲顏色較深，都是在殖民地打造在送回地球，與卡特爾無役不與，下至沙漠濱海等地，上至宇宙和殖民地。他們甚至願意站在卡特爾的背後，就算犧牲也不惜。而後這支部隊也幫助了其他主角（主要是特洛瓦）。
在《無盡的華爾茲》中，有感於和平到來後不再需要GUNDAM，向眾人提議把GUNDAM送到太陽，然而巴頓財團利用前OZ統帥特列斯之女瑪莉梅亞作傀儡領袖成立軍隊，以殖民地X18999為基地，同時脅持已擔任地球外交官的莉莉娜作人質，企圖實行第二次流星作戰。卡特爾與馬格亞那克隊決定趕往太陽把GUNDAM取回。在把飛翼GUNDAM零式發射給希洛後重新駕駛沙漠GUNDAM降落地球迎戰瑪麗梅亞軍，期間和傑克斯與諾茵等人和沙貝特部隊纏鬥，並為了證明爭取和平的信念堅持不殺人。戰後卡特爾把沙漠GUNDAM爆破並繼承溫拿家族之事業，與馬格亞那克隊協助建設X18999殖民地。
在《冰結的淚滴》中，代號為「W教授」，新世代鋼彈「白雪公主」與「魔法師」的開發者，之後分別將機體交給希洛與第二代迪歐。
張五飛（Chang Wufei，聲優：石野龍三／郭志權、陳卓智（OVA）／符爽）
- 機體：托爾吉斯始龍/ 神龍GUNDAM / 飛翼GUNDAM零式 / 雙頭龍GUNDAM / 雙頭龍GUNDAM (OVA)
- 年齡：15歲→16歲（OVA）
- 人種：中國人
- 性別：男
- 出身：L5殖民星群
- 身高：156公分
- 體重：46公斤
- 星座：水瓶座
- 血型：B型
- 瞳色：黑色
- 髮色：黑色
- 介紹：

生長於L5殖民地，中國龍族的後裔，自小習武並已擊敗身邊多人，因此對武術失去興趣並選擇成為學者。於十五歲按龍族規例與龍族長之孫女龍妹蘭（自稱哪吒）結婚，對其追求正義之心不表讚同。曾短暫駕駛托爾吉斯始龍，後來OZ因L5殖民地拒絕參與流星作戰而對其發動細菌戰，龍妹蘭駕駛O老師所製之MS托爾吉斯始龍（Tallgeese）到殖民地外迎戰，但因無法承受其強大G力而身受重傷，五飛其後駕駛當時尚未完成之神龍GUNDAM把OZ擊退並救回妹蘭。妹蘭最終因傷重於五飛懷中去世，五飛因此把神龍GUNDAM稱為哪吒並發誓替其妻改變瘋狂的世界，把自己化作正義並以此為信念作戰。
擁有能夠分辨出有邪惡思想的人的本能，會毫不猶豫地將其視為敵人而對其發動攻擊。對自己的血統有著極大的驕傲，經常單槍匹馬行動；在戰鬥之外的時候是非常沉靜害羞的少年。也由於太過單純的個性使然，常會採取一般人難以想像的的行動。
早期降落地球後從武器商人手中接受補給，獨自對OZ進行破壞工作，但在後來一場與OZ統帥杜魯斯之決鬥中落敗而一度變得灰心，因得到游擊隊成員莎莉開導而重拾信心作戰。於回到宇宙時因神龍GUNDAM推進器不適合宇宙作戰而被OZ機動人偶（MD）擊毀。本要被解體之神龍GUNDAM被五位GUNDAM科學家進行強化成為雙頭龍GUNDAM，五飛逃出後繼續單獨進行攻擊OZ的任務。一次於雙頭龍GUNDAM嚴重受損後獲得莎莉與飛翼GUNDAM零式駕駛員希洛·唯之協助，駕駛飛翼GUNDAM零式與MD作戰時被零式系統指出其真正敵人和自己應走的道路，從而決定與各GUNDAM駕駛員聯手。在最後地球與殖民地之戰鬥中，五飛與特列斯駕駛的托爾吉斯II（Tallgeese II）再次進行決鬥並勝出（動畫及漫畫中五飛均認為杜魯斯是故意落敗，但小說版則表示杜魯斯並沒有手下留情）。
在《無盡的華爾茲》中，受到特列斯之死影響，五飛無法活於一個不需要士兵的世界，而且不認同解散士兵、毀掉武器就等同和平的理念，因此帶著雙頭龍GUNDAM加入當時企圖實行第二次流星作戰之瑪莉米亞軍，於地球外攔截駕駛著飛翼GUNDAM零式的希洛並展開戰鬥，但希洛的話讓五飛明白假若瑪莉梅亞軍統治地球圈，悲劇的歷史將會再次重演，加上地球圈人民決定站起來爭取和平，五飛認為真正的和平已經到來並站在人民一方。戰後五飛把雙頭龍GUNDAM爆破並在莎莉邀請下加入地球防禦小組。
在《冰結的淚滴》中，代號為「老師·張」，為白色次代的駕駛員，喚醒冷凍沉睡的希洛。

## 山克王國
莉莉娜·德利安／莉莉娜·匹斯克拉福特（Relena Darlian/Relena Peacecraft，聲優：矢島晶子／梁少霞；呂慕慈（VCD）／方雪莉、鄭仁君（OVA））
- 年齡：15歲→16歲(OVA)
- 人種：北歐羅巴洲
- 性別：女
- 出身：山克王國
- 身高：154公分
- 體重：38公斤
- 眼睛：海藍色
- 頭髮：栗子色
- 介紹：

相信德利安是真正的父親，一直過著學校裡最富有並又是外交官千金令人稱羨的生活，其真實身分是十幾年前被地球聯合軍所滅亡的山克王國的公主（莉莉娜·匹斯克拉福特）。
在「流星作戰」時與希洛·唯相遇。雖然希洛曾對她說過：「我會殺了妳！」，但直到最後也沒有被希洛·唯殺死，反而還感化了希洛，並與希洛相戀（在外傳《BLIND TARGET》中更有他們接吻的場面）。
由於OZ的侵攻，王國再度滅亡，但是因為狄爾麥優侯爵意圖利用她的名聲和號召力，而被推舉出來擔任地球圈的女王。
其兄為傑克斯·馬吉斯（米利亞爾特·匹斯克拉福特），曾經是OZ軍官的傑克斯不願意用沾染鮮血的雙手繼承山克王國，因而將其託付給妹妹莉莉娜，「她一定可以做到……」並如此相信著。
米利亞爾特·匹斯克拉福特（Miliard Peacecraft，聲優：子安武人／蘇強文、潘文柏（OVA）；李家輝（VCD）／李猶龍、孫誠（OVA））
見#傑克斯·馬吉斯

## OZ
傑克斯·馬吉斯（Zechs Merquise，聲優：子安武人／蘇強文、潘文柏（OVA）；李家輝（VCD）／李猶龍、孫誠（OVA））
- 機體：里歐 / 托爾吉斯 / 飛翼鋼彈零式（傑克斯因為放棄了被擊破的托爾吉斯而駕駛） / 次代鋼彈 / 托爾吉斯Ⅲ(OVA)
- 年齡：19
- 人種：北歐
- 性別：男
- 出身：山克王國
- 身高：184cm
- 體重：76kg
- 瞳色：淡藍色
- 髮色：白金色
- 介紹：

隸屬於OZ時戴著蓋住半個臉的銀色假面具，在追擊飛翼GUNDAM的過程折損了不少部下。有「閃光伯爵」稱號的男人，是個冷峻且有自嘲癖的觀察者。
本名是米利亞爾特·匹斯克拉福特。身為推動完全和平主義的王國皇室世子，十三年前山克王國遭受統一聯合軍的侵略而滅亡。為莉莉娜的哥哥，山克王國滅亡單身亡命，為了復仇偽造身份，化名為傑克斯·馬吉斯加入聯合軍內部的OZ，並為特列斯所賞識，成為「特務部隊」的校官，得到特列斯的絕大信賴。後因為與希洛決鬥而修理好飛翼鋼彈遭到羅姆菲拉財團追捕，被迫離開OZ；並以匹斯克拉福特大使的身份前往宇宙。
離開OZ後，特列斯說了：“快回來吧，傑克斯，沒有了你的OZ會允許無用的人做無禮的事（意指Mobile Doll）。”為特列斯僅有的好友之一。
後來則成為白色獠牙指揮官。
隨著天秤座的墜落銷聲匿跡。在《無盡的華爾茲》最後與諾茵一起離開地球。
與諾茵是多年的至交，同時也是能夠完全託付彼此的戀人。
在小說《冰結的淚滴》中，代號為「昔蘭尼之風」。曾經把自己的女兒交託給狄奧照顧一段時間，其妻舅迪斯奴夫假冒其米利亞爾特的身份成為火星總統後，製造出以真正的傑克斯為原型的立體影像為其效力，本人則受到死亡威脅而不得任意公開露面。後來駕駛托爾吉斯．天國參戰。在最終決戰時，真正的米利亞爾特公開發表本人仍然存活的消息，使立體影像的傑克斯自亂陣腳，最終立體影像的傑克斯被希洛所消滅。而真正的米利亞爾特則完成了餘下的總統任期後宣佈退位，與家人在火星的某處農莊中隱居。
特列斯·克休里納達（Treize Khushrenada，聲優：置鮎龍太郎／陳欣；羅偉傑（VCD）／夏治世）
- 年齡：24
- 人種：亞利安系
- 性別：男
- 出身：不明
- 身高：181cm
- 體重：68kg
- 瞳色：冰藍色
- 髮色：褐色
- 介紹：

OZ的领袖，后迫莉莉娜女王遜位，成为世界国家的君主，指挥地球的所有武装与天秤座决战，内心像谜一样的男人，拥有独特的个人魅力，行为举止优雅，推崇古代美好的传统，个人极力反对将MD运用到战斗当中(因爲他認爲這等於變相把戰爭當成小孩子才會玩的電動游戲來玩)，“没有人的战争，那么无论胜利失败，都是可悲的。”会记住每一个为自己战死的士兵的名字。他不是为自己而战，他为了罗姆菲拉、莉莉娜、地球以及殖民卫星，他为了人类而战，而自己成为战争的污点。在天秤座之战中选择自杀（奔向五飞的双头龙鋼彈）。他认可的人有：蕾蒂·安、张五飞、希洛、米利亞爾特。
在小說《冰結的淚滴》中交代了，父親艾因是傳說中殖民衛星的指導者希羅的外甥，母親安潔莉娜是羅姆菲拉財團的前代表。同時也是傑克斯與諾茵軍校時期的MS教官。
- 駕駛過的機體：

里歐、托爾吉斯II
露克蕾琪亞·諾茵（Lucrezia Noin，聲優：橫山智佐／黃麗芳、曾秀清（OVA）；屈慧幗（VCD）／賀世芳、鄭仁君（OVA））
- 年齡：19
- 人種：南歐羅巴洲
- 性別：女
- 出身：不明
- 身高：162cm
- 體重：49kg
- 瞳色：深藍色
- 髮色：黑色
- 介紹：

傑克斯在軍官學校就認識的OZ女指揮官。
後來為了幫助莉莉娜留在地球；暗戀傑克斯，由47話傑克斯不忍對諾茵下手亦可見其對諾茵之感情。
在小說《冰結的淚滴》中交代了其全名為露克蕾琪亞·諾茵海姆，是大企業諾茵海姆公司社長的千金。由於不滿父親的行事作風而離家出走。有一個與自己年齡相差甚大的哥哥迪斯奴夫·諾茵海姆。
在《冰結的淚滴》中與米利安特結婚並育有一子一女。戰後與家人在火星的某處農莊中隱居。
- 駕駛過的機體：

艾亞利茲、陶拉斯
蕾蒂·安（Lady Une，聲優：紗百合／謝潔貞→黃麗芳→沈小蘭／方雪莉、賀世芳（OVA））
- 年齡：19
- 人種：日耳曼
- 性別：女
- 出身：不明
- 身高：161cm
- 體重：47kg
- 瞳色：棕色
- 髮色：棕色
- 介紹：

帶著圓型眼鏡，冷澈的軍人，頭髮編成辮子固定在頭上。
特列斯的女副手及狂信者，投注於特列斯絕對的忠誠。於戰術上不容許一切的妥協，而且為了勝利不管多非人道的手段都不會躊躇。
過去的經歷是謎，但是前東歐的反聯合抗軍中曾有一位叫「炎之安」的少女，OZ中有部分人傳說她就是蕾蒂·安。
在蕾蒂·安暗殺德利安外交官（莉莉娜養父）、GUNDAM殲滅戰後，為統一殖民地出任宇宙要塞巴爾吉的指揮官。於殖民地倡導宇宙和平論，得到人民絕大的信任；除下眼鏡後會變成和平主義者，具有軍人和聖女的雙重人格。
- 駕駛過的機體：

里歐、陶拉斯、飛翼高達（為救特列斯而駕駛）

## 科學家
J博士（Doctor J/Dr. J，聲優：稻葉實／源家祥）
L1出身，飛翼GUNDAM（Wing Gundam）的開發者，光束兵器研究的權威。希洛·唯的養育者。
原名「喬·魯爾」，為殖民地領袖「希洛·唯」的摯友。曾經在由聯邦政府策劃的恐怖襲擊中失去了雙眼、左手和雙腿。
劇中五教授為防止天秤座與萬年和平號墜落地球，留在萬年和平號改變天秤座與萬年和平號的運行方向。
在《冰結的淚滴》中從希羅的口中證實存活，而且已年過九十。
G教授（Professor G，聲優：藤本讓／陳曙光、源家祥（OVA））
L2出身，L2清道夫集團，反地球聯合與OZ的科學家，死神GUNDAM（Gundam Deathscythe）的開發者，也是收養迪歐的人。在發現迪歐的天賦與志願後，教導相關戰技與MS知識並把GUNDAM託付給迪歐去執行流星作戰。迪歐與G教授可說是亦師亦敵，根據迪歐的說法，只要一遇到G教授包準不會有好事，甚至曾經自我調侃說過「如果我迪歐是死神，那麼你G教授就是瘟神。」等之類的話，確實在故事中，只要遇到G教授的迪歐，的確都沒什麼好事發生，可說是迪歐的剋星之一。
劇中五教授為防止天秤座與萬年和平號墜落地球，留在萬年和平號改變天秤座與萬年和平號的運行方向。
S博士（Doctor S/Dr. S，聲優：大瀧進矢／陳永信→黃子敬、張炳強（OVA））
L3出身，重武裝GUNDAM（Gundam Heavyarms）的開發者。
劇中五教授為防止天秤座與萬年和平號墜落地球，留在萬年和平號改變天秤座與萬年和平號的運行方向。
H教授（Instructor H，聲優：田口昂／張英才、林國雄（OVA））
L4出身，沙漠GUNDAM（Gundam Sandrock）的開發者。
劇中五教授為防止天秤座與萬年和平號墜落地球，留在萬年和平號改變天秤座與萬年和平號的運行方向。
O老師（Master O，聲優：廣瀨正志／何國星）
L5出身，神龍GUNDAM（Shenlong Gundam）的開發者。
劇中五教授為防止天秤座與萬年和平號墜落地球，留在萬年和平號改變天秤座與萬年和平號的運行方向。
霍華（Howard，聲優：石田弘志／盧國權→源家祥）
與G教授等人曾經是集團朋友，似乎也是出身自L2清道夫集團的科學家。在迪歐執行流星作戰時，在地球接應，也因為有霍華的幫助，使得迪歐是繼卡特爾之後擁有最多後盾資源幫助的人。在故事終盤，也因霍華的幫助，鋼彈戰隊所需要的維修與彈藥才有得補充。

## 其他
莎莉·鮑（Sally Po，聲優：冬馬由美／袁淑珍）
聯邦軍醫，軍階是少校。對OZ十分反感。OZ為了消滅高達而炸毀基地，莎莉為了保護基地的同袍而努力。後來成為了游擊隊一員，對抗親OZ的勢力。
嘉芙蓮（Catherine Bloom，聲優：鈴木砂織／黃麗芳）
多諾所棲身的馬戲團中的女明星。對多諾很溫柔，如姐姐守護弟弟一般。
諾比達（Noventa，聲優：藤原啓治／張炳強）
聯邦軍的總元帥，和平主義者，反對擴軍，主張跟殖民地和談。可惜，他在杜魯斯的陰謀之下被希羅所殺。元帥死後，OZ即使發動軍事政變，奪取了對地球的控制權。
絲露芘亞·諾比達（Sylvia Noventa，聲優：西原久美子／林元春）
聯邦軍諾比達元帥的孫女。
比露迪·蕭班嘉（Hilde Schbeiker，聲優：荒木香惠／盧素娟）
殖民地出身，響應OZ的號召，成為OZ的新兵。在月面基地遇上潛入的狄奧，交戰接觸以後和解，最後站到狄奧的一邊。
迪魯瑪尤（Dermail，聲優：加藤治／張英才）
迪魯瑪尤侯爵是洛姆菲拉財團（ロームフェラ）的總裁。他與財團抱有貴族至上主義，投入巨大財力開發機動戰士，支持OZ的政變，最終目標是控制地球和宇宙。
津巴洛夫（Tubarov，聲優：幹本雄之／張炳強）
洛姆菲拉財團的幹部，OZ機動戰士的總工程司。他配合總裁，殺死安，篡奪OZ的兵權，製造大量機動木偶，既圍剿杜魯茲派，也狙擊高達。
多洛詩·卡達露亞（Dorothy Catalonia，聲優：松井菜櫻子／陸惠玲；劉惠雲（VCD））
洛姆菲拉財團總裁的孫女。貴族至上主義，而且迷信戰爭，視莉莉娜為勁敵。
坎斯·卡蘭特（Quinze Quarante，聲優：市川治／張炳強）
殖民地革命軍「白色獠牙」的領導者。本是上代和平主義者希羅·尤的追隨者。希羅·尤被殺後，走上激進道路，製訂了「流星計劃」，決心毀滅地球。及洛姆菲拉財團以軍事極權統治殖民地，抽重稅擴軍，大失民心，他就乘機集結各方反抗者，建立「白色獠牙」，迎接地球和平主義者聖克王國的後裔薩古斯成為領袖，向地球宣戰。
瑪莉梅亞·克休里納達（Mariemaia Khushrenada，聲優：佐久間玲／劉惠雲）
OVA《無盡的華爾茲》登場。杜魯斯的遺孩，被巴頓財團擁立為新的王，再度挑起戰火。